# Warblewo (Redzikowo)
Warblewo (deutsch Warbelow) ist ein Dorf im Powiat Słupski der polnischen Woiwodschaft Pommern.

## Geographische Lage
Warblewo liegt in Hinterpommern, etwa 11 Kilometer südöstlich von Słupsk (Stolp) und 95 Kilometer westlich der regionalen Metropole Danzig.

## Geschichte
Das Dorf Warbelow gehörte bis zum Ende des Zweiten Weltkriegs zum Landkreis Stolp, Regierungsbezirk Köslin, in der Provinz Pommern.
In einer Urkunde von 1478 wird Warbelow unter dem Namen Verbelow erwähnt. Warbelow war ein alter Lehensbesitz der Familie Massow. 1619 wurde das Rittergut auf zwölf Jahre dem Georg von Nettelhorst aus Kurland verkauft. Nach mehrfachem Wechsel der Besitzer ging Warbelow an den Grafen von Reichenbach. 1762 wurde es an den Inspektor Johann Schröder verkauft, doch der Königliche Hof genehmigte den Kaufvertrag nicht. Weitere Besitzer waren Kaspar Friedrich von Massow und Johann Benjamin Planitzer. Im Jahr 1777 wurde das Gut allodifiziert.
Um das Jahr 1784 gab es in Warbelow ein Vorwerk, eine Wassermühle, vier Bauern, drei Kossäten, eine Schmiede, einen Schulmeister, auf der Feldmark des Dorfs die Kolonie Neu Warbelow, die aus einem Vorwerk und drei Bauernhöfen bestand, und insgesamt 22 Haushaltungen. Nachdem August Martin von Schon die Erbin Wilhelmine von Planitzer geehelicht hatte, befand sich das Gut im Besitz der Familie Schon, die es noch 1845 besaß. Dann wurde es an den Leutnant Meier von den Blücher-Husaren verkauft, und 1852 kaufte es für 70.000 Taler der bekannte Ornithologe Eugen Ferdinand von Homeyer. Der Begründer der wissenschaftlichen Vogelkunde Pommerns richtete am Ort ein Vogelkunde-Museum ein. Nach dem Tod seiner Frau verkaufte er das Gut im Jahr 1873 an August Neitzke, dessen Familie das Gut dann bis 1945 besaß. Letzter Besitzer vor 1945 war Erich Neitzke, der das Gut 1929 geerbt hatte.
Gegen Ende des Zweiten Weltkriegs wurde Warbelow am 9. März 1945 von der Roten Armee besetzt. Am 7. April 1945 nahmen Russen alle jüngeren Männer, Frauen und Mädchen aus Warbelow mit und brachten sie nach Stolp und sperrten sie im Raphael-Wolff-Stift ein. Von dort wurden sie nach Russland verschleppt. Warbelow wurde zusammen mit ganz Hinterpommern unter polnische Verwaltung gestellt. Der Ort wurde in Warblewo umbenannt. Nach und nach wurden die deutschen Einwohner vertrieben und durch zuwandernde Polen ersetzt. Im Jahr 2008 hatte Warblewo 267 Einwohner.

## Persönlichkeiten, die mit dem Ort verbunden sind
- Eugen Ferdinand von Homeyer (1809–1889), Ornithologe, besaß das Gut im Zeitraum 1852–1873 und gründete hier ein Vogelkunde-Museum.